# Стрельцовка (Луганская область)
Стрельцовка (укр. Стрільцівка) — село в Меловском районе Луганской области Украины, административный центр Стрельцовского сельского совета.

## История
Слобода Стрельцовка являлась центром Стрельцовской волости Старобельского уезда Харьковской губернии Российской империи.
В 1924 году селение вошло в состав Меловского района Ворошиловградской области.
В ходе Великой Отечественной войны с лета 1942 до начала 1943 года находилось под немецкой оккупацией.
В 1968 году численность населения составляла 587 человек, здесь находилась центральная усадьба колхоза "Заря" (имевшего 8000 гектаров сельскохозяйственных земель), действовали восьмилетняя школа, библиотека и клуб.
Население по переписи 2001 года составляло 566 человек.

## Транспорт
Через село проходит трасса Меловое — Старобельск.

## Местный совет
Местный совет размещён по почтовому адресу: 92530, Луганская область, Меловский район, село Стрельцовка, улица Советская, дом № 4.